# Cryptocephalus exiguus
Cryptocephalus exiguus  (лат.) — вид листоедов (Chrysomelidae) из подсемейства скрытоглавов (Cryptocephalinae). Распространён в палеарктическом регионе от Франции до Японии.

## Подвиды и вариетет
- Подвид: Cryptocephalus exiguus adocetus Jacobson, 1901
- Подвид: Cryptocephalus exiguus exiguus Schneider, 1792
- Вариетет: Cryptocephalus elegantulus var. inadumbratus Pic, 1904